# Atomu Nabeta
Atomu Nabeta (鍋田 亜人夢 Nabeta Atomu?, nacido el 1 de mayo de 1991 en Shizuoka) es un exfutbolista japonés. Jugaba de delantero y su último club fue el Avispa Fukuoka de Japón.

## Trayectoria

### Clubes
| Club            | País  | Año         |
| --------------- | ----- | ----------- |
| Shimizu S-Pulse | Japón | 2010 - 2014 |
| Avispa Fukuoka  | Japón | 2014        |

## Estadística de carrera

### J. League
| Club            | Año   | J. League | J. League | Copa J. League | Copa J. League | Total | Total |
| Club            | Año   | Part.     | Goles     | Part.          | Goles          | Part. | Goles |
| --------------- | ----- | --------- | --------- | -------------- | -------------- | ----- | ----- |
| Shimizu S-Pulse | 2010  | 0         | 0         | 0              | 0              | 0     | 0     |
| Shimizu S-Pulse | 2011  | 7         | 0         | 1              | 0              | 8     | 0     |
| Shimizu S-Pulse | 2012  | 5         | 0         | 4              | 0              | 9     | 0     |
| Shimizu S-Pulse | 2013  | 0         | 0         | 0              | 0              | 0     | 0     |
| Shimizu S-Pulse | 2014  | 1         | 0         | 0              | 0              | 1     | 0     |
| Avispa Fukuoka  | 2014  | 8         | 0         | -              | -              | 8     | 0     |
| Total           | Total | 21        | 0         | 5              | 0              | 26    | 0     |